# Neuromodulator
Neuromodulatoren sind chemische Substanzen, die die Arbeitsweise des Nervensystems beeinflussen. Sie können vom Körper selbst produziert werden und sind für die normale, physiologische Arbeitsweise des Gehirns unverzichtbar. Neuromodulatoren sind aber auch zahlreiche pharmakologisch aktive Substanzen, die dem Körper von außen zugeführt werden und als Medikamente oder Drogen wirken.
Diesen Substanzen übergeordnet ist die Synapse – eine anatomische Struktur, die die Neuromodulation erst ermöglicht. Hier werden elektrische Impulse, sog. Aktionspotentiale, in eine chemische Signalübertragung umgewandelt.

## Neuromodulatorische Stoffe
Neuromodulatorische Stoffe sind unter anderem:

### Kotransmitter
- Substanz P, ein Tachykinin, das die Schmerzwahrnehmung verstärkt und im Magen-Darm-Trakt vorkommt.
- Neuropeptid Y, ein Neuropeptid, das an der Entstehung und emotionalen Verarbeitung von Hunger beteiligt ist und die Wirkung des Neurotransmitters Noradrenalin moduliert.
- Vasoaktives intestinales Peptid (VIP), das die Wirkung von Acetylcholin auf den Magen-Darm-Trakt beeinflusst und in Neuronen des parasympathischen Systems vorkommt.
- Stickstoffmonoxid (NO), ein retrograder Transmitter, der beim Lernen im Sinne der Langzeit-Potenzierung eine wichtige Rolle spielt.
- Spurenamine, Monoamine, die nur in geringen Mengen im Nervensystem vorkommen, deren Wirkung noch nicht vollständig aufgeklärt ist, die allerdings großen Anteil an unseren Empfindungen haben.

Kotransmitter beeinflussen die Wirkung eines Neurotransmitters auf ein Neuron. Sie werden von zahlreichen – vielleicht von allen – Neuronen im Gehirn ausgeschüttet und reagieren wesentlich langsamer als die klassischen, schnellen Neurotransmitter. Dafür wirken sie langanhaltend von einigen Minuten (Flush) bis lebenslang (Erinnerungen, Lernen) und haben eine Reichweite über große Areale des Zentralnervensystems bis hin in die Peripherie (alle Kotransmitter findet man im Magen-Darm-Trakt). Sie haben einen Anteil an der Aufmerksamkeit, dem Verhalten, der Wach- und Schlaffunktion, vegetativen Reaktionen, Durst, Hunger, Sexualverhalten u. v. m. Kotransmitter sind Gegenstand aktueller Forschungen, und man beginnt erst langsam zu verstehen, wie mannigfaltig und komplex das Zusammenspiel der chemischen Signalübertragung tatsächlich ist.

### Weitere Neuromodulatoren
- Psychopharmaka, z. B. Antidepressiva
- Anästhetika
- Narkotika
- Analgetika
- Histamin
- Substanzen, die das vegetative Nervensystem beeinflussen
- Opiate
- Amphetamine
- Cannabinoide
- Kokain
- Psychedelika (z. B. LSD)
- und viele andere Alkaloide von Pflanzen und Pilzen